# Барнс, Эрнест
Эрнест Уильям Барнс, употребляется также Бернс (англ. Ernest William Barnes; 1 апреля 1874, Бирмингем, Англия — 29 ноября 1953, Суссекс, Англия) — английский математик, специалист по теории функций, а впоследствии теолог и епископ Бирмингема.

## Биография
Эрнест Барнс родился 1 апреля 1874 года в Бирмингеме. Его родители — Джон Старки Барнс (John Starkie Barnes) и Джейн Элизабет Керри (Jane Elizabeth Kerry), были учителями начальной школы. Эрнест Барнс обучался в Школе Короля Эдуарда в Бирмингеме, а затем, с 1893 года, в Тринити-колледже Кембриджского университета. 
В 1902 году он стал преподавателем математики в Кембриджском университете, в 1906—1908 годах был младшим деканом (англ. junior dean). В 1907 году он получил докторскую степень (Sc.D.), а в 1909 году стал членом Лондонского королевского общества.
В том же 1902 году, когда он стал преподавателем Кембриджа, он был посвящён епископом Лондона в чин диакона. В 1915 году, получив предложение стать Мастером церкви Темпл в Лондоне, Барнс решил принять его и оставить карьеру математика. В 1918 году он получил должность каноника в Вестминстере, а в 1924 году стал епископом англиканской церкви в Бирмингеме, оставив эту должность через 28 лет, в 1952 году, из-за ухудшившегося состояния здоровья.
Он занимался теологией. В 1947 году он опубликовал книгу "The Rise of Christianity" ("Восход христианства"), которая была неоднозначно встречена ортодоксальными священнослужителями — некоторые даже предлагали ему отказаться от поста епископа. 
У Барнса была жена и двое сыновей. Эрнест Барнс скончался в своём доме в Суссексе 29 ноября 1953 года.

## Научные результаты
В период с 1897 по 1910 год Барнс написал 29 работ по математике. Его ранние работы были посвящены исследованию гамма-функции {\displaystyle \Gamma (z)} и её обобщений. В частности, он исследовал так называемую G-функцию Барнса, удовлетворяющую соотношению 
{\displaystyle G(z+1)=G(z)\Gamma (z)},
а также некоторые интегральные функции.
Для исследования гипергеометрической функции Гаусса Барнс использовал интегралы следующего вида:
{\displaystyle {}_{2}F_{1}(a,b;c;z)={\frac {\Gamma (c)}{\Gamma (a)\Gamma (b)}}{\frac {1}{2\pi i}}\int _{-i\infty }^{i\infty }{\frac {\Gamma (-s)\Gamma (a+s)\Gamma (b+s)}{\Gamma (c+s)}}(-z)^{s}\,{\rm {d}}s.}
где контур в комплексной плоскости s отделяет полюса гамма-функций {\displaystyle \Gamma (a+s)} и {\displaystyle \Gamma (b+s)} от полюсов {\displaystyle \Gamma (-s)}. Интегралы такого типа получили название интегралов Барнса или Меллина—Барнса. Это представление легко обобщается на случай гипергеометрических функций более общего вида.
Барнс смог вычислить некоторые интегралы такого типа для специальных случаев. Эти результаты получили название первой леммы Барнса и второй леммы Барнса.